# Per Geringius
Per E. Geringius, född 1737, död 1763 i Danzig, var en svensk kopparstickare.
Han var son till Erik Geringius och Charlotta Susanna Christiernin. Geringius studerade för Jean Eric Rehn och var på 1760-talet verksam med skedvattensgravyren. Bland hans mer kända arbeten märks porträttet av grevinnan Wrede-Sparre och vyerna i Gerhard von Burman-Abraham Fischers Prospecter uti Skåne från 1756 och titelbladet i Kajsa Wargs kokbok från 1755, samt landskapsbilder efter Jean Eric Rehns teckningar.